# 定性的マーケティング調査
定性的マーケティング調査 (英: qualitative marketing research)または定性的市場調査 (qualitative market research)には、消費者行動を支配する哲学の自然または観察調査などの定性的研究が含まれる。調査の方向性とフレームワークは、しばしば改訂され、研究者が問題と主題を詳細に評価できるようになっている。調査結果の質は、研究者のスキルに大きく依存し、研究者のバイアスに影響される。

## データ収集
定性的市場調査員は、フォーカスグループ(座談会)、事例研究、参与観察、イノベーションゲーム、個別のインタビューなど、さまざまなデータを収集する。

## 用途
定性的市場調査は、電話調査や消費者満足度調査などの調査方法の一部であることがよくある。次の場合に定性的市場調査を行う。
- 新製品のアイデアの生成と開発
- 現在または潜在的な製品/サービス/ブランドのポジショニングおよびマーケティング戦略の調査
- 製品/ブランドの長所と短所
- 購入決定のダイナミクスの理解
- 広告や広報キャンペーン、その他のマーケティングコミュニケーション、グラフィックアイデンティティ/ブランディング、パッケージデザインなどに対する反応の研究
- 人口統計や顧客グループなどの市場セグメントの調査
- Webサイトまたはその他のインタラクティブな製品やサービスのユーザビリティ評価
- 会社、ブランド、カテゴリー、製品認識の理解[1]

## 一般的な実施手順
1. 質問の設定
2. 目的の決定
3. 研究デザインの計画[2]
4. データ収集手法の選択
5. サンプルデザイン
6. データ収集
7. 分析
8. レポート作成[3]

## 利点
- より詳細な質問が可能
- 小規模実施が可能なため少額での実施が可能
- 特定の行動の背後にある「理由」の発見[4]
- 迅速な方向転換：研究の方向性を簡単に変えられる

## 短所
- 機密性と匿名性に関する問題は、調査結果の提示中に問題を引き起こす可能性がある。
- コミュニケーションスキルなどのスキルが不足していると、研究の質が低下する可能性がある。
- サンプルサイズは比較的小さいため、結果はあまり正確ではない可能性がある。
- 定性的研究は大量のデータを生成し、研究者の側で膨大な量の作業と労力が必要になる[5]。
- 調査結果が担当者の主観に引っ張られることが多い。

## 定量的マーケティング調査との対比

### 目的
定性的調査は通常、意見や動機などの内面を調べることが目的だが、定量的調査はデータを分析して結果を単純化する。

### サンプル
データが複雑なため、定性的調査は通常、定量的調査よりもサンプルサイズが小さくなる。

### データ収集
定性的調査では通常、非構造化または半構造化手法を使用してデータを収集する。たとえば、個別のインタビューやグループディスカッションを行う。定量的調査では、オンラインアンケート、路上インタビュー、電話インタビューなどの構造化手法のみを使用する。

### 結果
定性的調査の結果は通常決定的なものであり、関心のある母集団にの一般化はできない。代わりに、さらなる意思決定のための最初の理解と健全な基盤を作ることができる。定量的調査の結果は決定的なものであり、通常は説明的な性質のものである。 